# Peter Asch
Peter Gregory Asch (Monterey, 16 ottobre 1948) è un ex pallanuotista statunitense, vincitore di una medaglia di bronzo a Monaco 1972.